# Esteban Gómez Rovira
Esteban Gómez Rovira (Madrid, 13 de setembre de 1936 - Barcelona, 24 de febrer de 2021) fou un advocat i polític d'extrema dreta espanyol.

## Trajectòria
Nascut a Madrid el 13 de setembre de 1936, es llicencià en dret i periodisme. Treballà en el sector dels negocis de cosmètica i l'any 1979 es traslladà a Barcelona per a exercir d'advocat. Des de la seva arribada a terres catalanes es mobilitzà en favor dels castellanoparlants i portà a terme una campanya jurídica per a preservar els seus privilegis, com ara la Coordinadora d'Afectats en Defensa de l'Ensenyament en Castellà (CADECA), un col·lectiu de pares i mares d'infants escolaritzats afectats per la normalització lingüística. També destacà per ser l'advocat del polític ultradretà Josep Anglada i Rius.
El 15 de febrer de 1994, el Tribunal Suprem espanyol plantejà una qüestió d'inconstitucionalitat sobre els articles 14.2, 14.4, 15 i 20 de la Llei de Normalització Lingüística a Catalunya, després que hagués presentat un recurs en representació de 113 pares d'alumnes, detractors d'un decret de la Generalitat de Catalunya de 1983 que regulava l'ús i l'ensenyament de la llengua catalana. No obstant, la sentència del Tribunal Constitucional espanyol, emesa el desembre de 1994, declarà la norma com a plenament vàlida i favorable a la constitucionalitat, per 10 vots a favor i 2 en contra, els dels magistrats José Gabaldón López i Eugenio Díaz Eimil.
El 27 d'abril de 2020 interposà davant del Jutjat d'instrucció de Madrid una de les seves darreres demandes judicials, en aquella ocasió, contra el director del Centre d'Investigacions Sociològiques (CIS) José Félix Tezanos. Segons la pretensió processal, el màxim responsable del CIS havia comès un delicte contra els drets individuals i malversació de fons públics. Una demanda molt similar ja fou presentada contra Tezanos pel mateix lletrat el març de 2019 i que fou arxivada el setembre de 2019. Morí el 24 de febrer de 2021 a Barcelona, als 84 anys, víctima de la COVID-19. El seu funeral tingué lloc el 25 de febrer de 2021 al Tanatori de les Corts de Barcelona.

### Atemptats de Terra Lliure

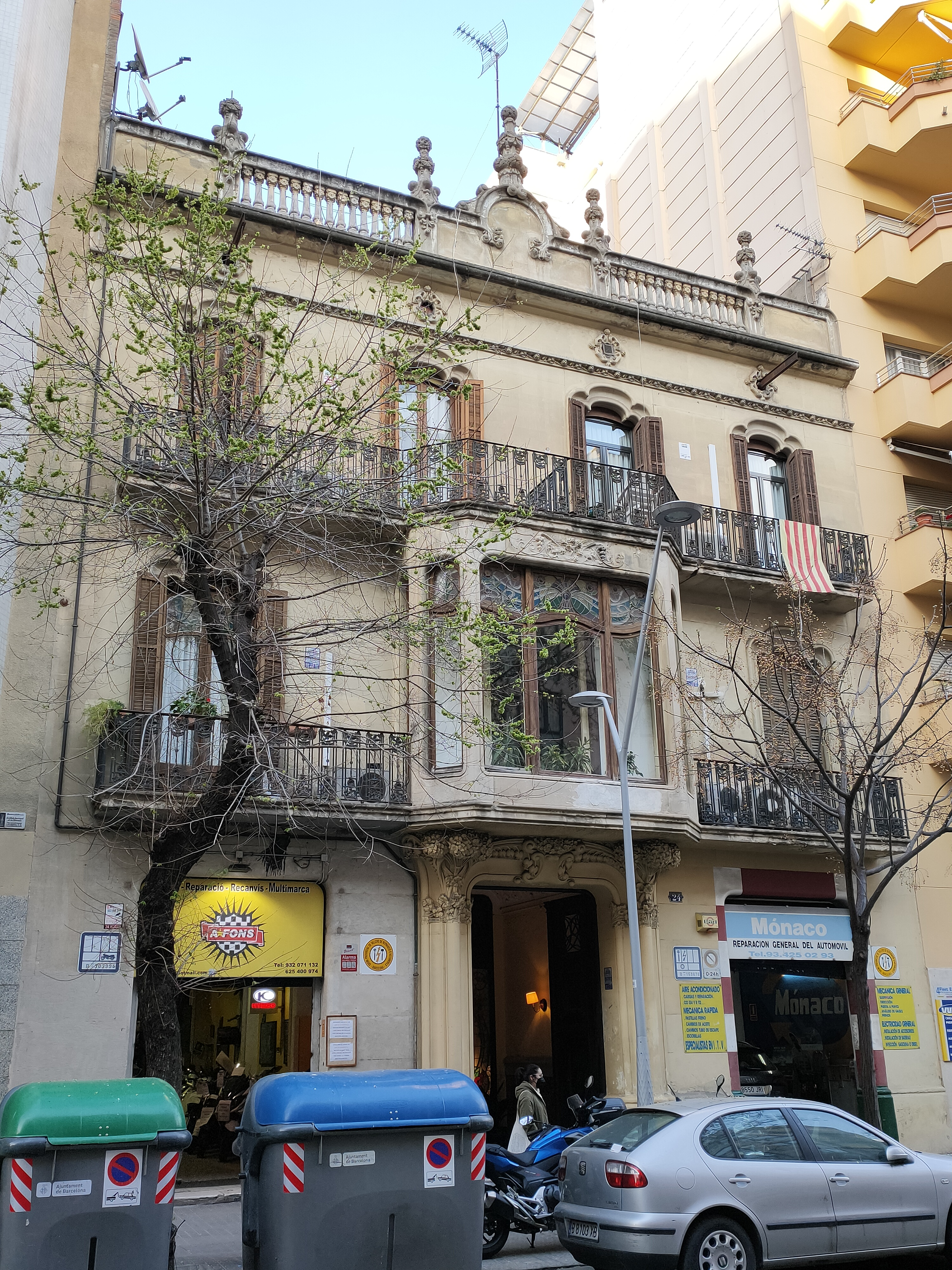
Despatx-residència de Gómez Rovira.

El 28 de juny, o el 5 de juliol de 1985, fou expressament amenaçat per l'organització armada independentista catalana Terra Lliure pel seu paper opositor al procés de normalització lingüística del català. Concretament, envià una carta al seu despatx-domicili — situat al carrer de Roquefort, 24, de Barcelona —, amb el text «Recordes què li va passar a Jiménez Losantos? Et fotrem un tret a cada cama». L'amenaça feia referència a l'atemptat perpetrat quatre anys abans contra el docent espanyolista Federico Jiménez Losantos, el qual signà i promogué el Manifest dels 2300 en contra de la normalització del català a l'educació i, en conseqüència, fou segrestat en un cotxe, lligat a un arbre i ferit de bala en una cama.
El 17 de setembre de 1985, a les 9:30h del matí, un escamot de Terra Lliure, format per Jordi Cort i Quim Sànchez, entrà al seu despatx-domicili. En aquell moment, feia poc que Gómez Rovira havia sortit al carrer amb el seu escorta, assignat pel governador civil arran de les amenaces. Durant la intromissió, Javier, un dels seus fills, obrí la porta i Cort entrà a punta pistola per a encanonar els residents. Mentrestant, Sànchez tallà els cables del telèfon amb un matxet i col·locà un artefacte explosiu al centre del despatx principal. Concretament es tractà d'una bombona de gas petita (Campingaz) amb explosiu i metxa. A continuació, l'encengué i cridà que esclataria en poc temps i, abans de fugir corrents de la casa, aconsellà al jove que avisés a qui més pogués estar a la finca per a que s'amaguessin ben lluny del despatx. En un acte reflex, el jove agafà l'explosiu i el llançà al carrer per una finestra, sense que aquest arribés a esclatar i, per tant, generar danys personals o materials.
El 24 de desembre de 1987, poc abans de les 13 hores, un paquet bomba camuflat com a regal de Nadal arribà al seu despatx-domicili. L'artefacte fou neutralitzat per la Policia espanyola després que els familiars sospitessin del present. L'explosió controlada no provocà danys personals però sí que comportà petits danys materials, ja que deixà un forat al terra de la terrassa del pis. L'artefacte consistí en una cantimplora plena de pólvora premsada i cloratita, mecanisme d'atac recorrent de Terra Lliure.
El 30 de setembre de 1994, un tercer intent d'atemptat es desencadenà quan rebé un llibre-bomba al seu despatx-domicili, que fou desactivat per la policia sense causar danys. L'artefacte fou atribuït a l'independentisme català, poques setmanes abans que el Tribunal Constitucional espanyol dictés sentència sobre la Llei de Normalització Lingüística a Catalunya.